# Pour le piano
Pour le piano (Dành cho piano), L. 95, là một tổ khúc dành cho độc tấu piano của Claude Debussy. Nó bao gồm ba chương sáng tác riêng lẻ, Prélude, Sarabande và Toccata. Bộ này đã được hoàn thành và xuất bản vào năm 1901. Nó được công chiếu vào ngày 11 tháng 1 năm 1902 tại Salle Érard, do Ricardo Viñes trình diễn. Maurice Ravel hòa nhạc trong các chương giữa.
Được coi là tác phẩm piano trưởng thành đầu tiên của Debussy, tổ khúc này thường xuyên được trình diễn lại. Bärenreiter đã xuất bản một phiên bản trình diễn quan trọng vào năm 2018, nhân dịp một trăm năm ngày mất của Debussy.

## Lịch sử

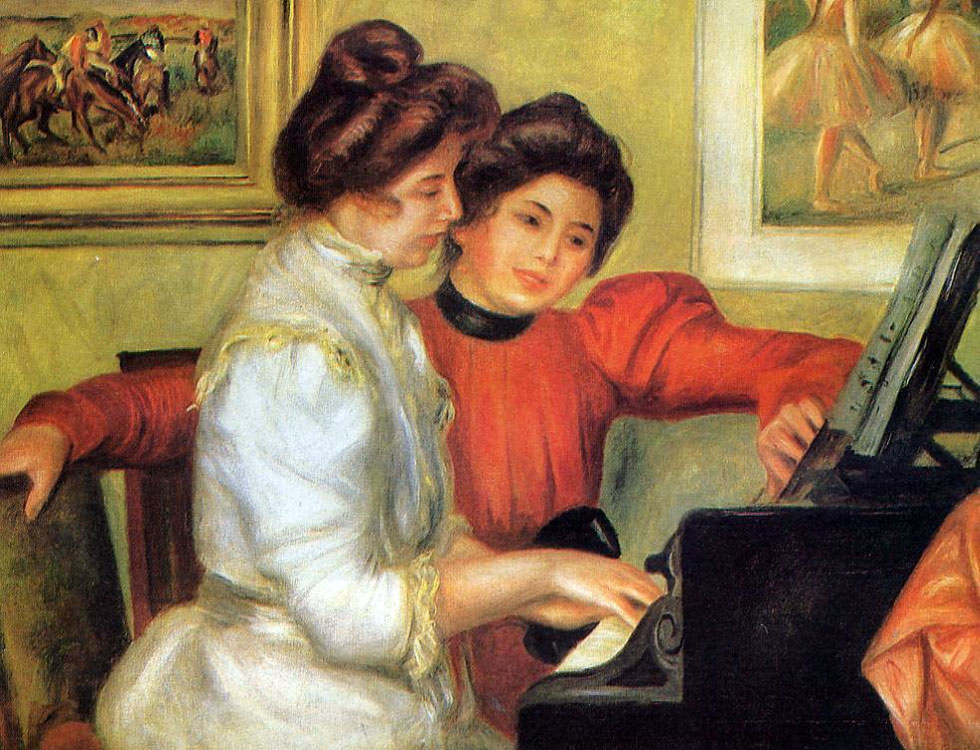
Pierre-Auguste Renoir: Yvonne et Christine Lerolle au piano, 1897-1898, Bảo tàng Orangerie

Claude Debussy sáng tác ba tác phẩm tạo thành tổ khúc này tại các thời điểm khác nhau. Chương thứ hai, một sarabande, được sáng tác từ mùa đông năm 1894 khi nó thuộc về chuỗi tác phẩm Images oubliées, dành riêng cho Yvonne Lerolle, con gái của Henry Lerolle. Debussy sáng tác vài bản nhạc piano trong những năm 1890 và tập trung vào nhạc opera và hòa tấu. Ông đã hoàn thành tổ khúc này vào năm 1901, sửa đổi phần Sarabande. Ông cũng dành riêng phiên bản sửa đổi của Sarabande, cũng như chương thứ ba, Toccata, cho Yvonne Lerolle, nay là Mme E. Rouart. Tổ khúc này được xuất bản vào năm 1901 bởi Eugène Fromont. Nó được trình diễn vào ngày 11 tháng 1 năm 1902 tại Salle Érard ở Paris cho Société Nationale de Musique. Ricardo Viñes là nghệ sĩ piano trình diễn, mà biết về tổ khúc này từ người bạn Maurice Ravel.
Pour le piano đánh dấu một bước ngoặt trong sự phát triển sáng tạo của Debussy, người giờ đã chuyển sang sáng tác âm nhạc với số lượng lớn bản nhạc cho piano.